# Orla (Schiff, 1920)
Die Orla war ein deutsches Frachtschiff, das im Zweiten Weltkrieg von der Kriegsmarine requiriert und nach entsprechendem Umbau als Navigationsschulschiff unter dem Namen Spica eingesetzt wurde.

## Bau und technische Daten
Die Orla lief am 1. Oktober 1920 bei der Germaniawerft in Kiel mit der Baunummer 374 vom Stapel und wurde am 9. Januar 1921 an die Rhederei AG von 1896, Hamburg, abgeliefert. Sie war 72,72 m lang und 11,47 m breit, hatte 5,18 m Tiefgang und war mit 1289 BRT vermessen. Die Wasserverdrängung betrug 2000 Tonnen. Eine Dreifach-Expansionsdampfmaschine mit 750 PSi, gebaut von OEW, ergab eine Höchstgeschwindigkeit von 9 Knoten.
Schwesterschiff war die einen Monat später gelieferte Orlanda (1921).
Die Schiffe hatten zwei Masten, mittschiffs einen Brückenaufbau und ein Deckshaus und einen hohen Schornstein achtern hinter dem zweiten Mast.

## Geschichte

### Handelsmarine
Das Schiff fuhr zunächst für die Rhederei AG von 1896, die 1927 mit der Hanseatische Dampfschiffahrts-Gesellschaft in Hamburg, einer Tochtergesellschaft des Norddeutschen Lloyd (NDL) fusionierte und aufgelöst wurde. Am 1. Februar 1933 kam die Orla in den Besitz der Argo Reederei in Bremen, die im Zuge der staatlichen Neuordnung der deutschen Schifffahrt und der Entflechtung der Großreedereien wieder neu entstand. 1936 wurde aus der Argo Reederei die Argo Reederei Richard Adler & Co.

### Kriegsmarine
Im Oktober 1943 wurde die Orla von der Kriegsmarine übernommen, bei Usinger in Hamburg zum Navigationsschulschiff umgebaut und am 15. Juni 1944 mit dem Namen Spica als solches beim Kommando der Kleinkampfverbände in Dienst gestellt. Dort diente sie zur Navigationsausbildung der Piloten von Kleinst-U-Booten und Bemannten Torpedos.
Bei Kriegsende im Mai 1945 lag die Spica in Eckernförde.

### Universität Kiel
Nach Kriegsende wurde die Spica/Orla – wie auch die wesentlich größere Sofia sowie die Barbara und die Hamburg – bei der Wiedereröffnung der Universität Kiel im November 1945 als Unterkunft für die ersten Studenten genutzt. Die Unterbringung auf den Schiffen, die Kriegsschäden aufwiesen, war primitiv und beengt. Die Kammern waren mit jeweils zwölf, sechs oder vier Personen belegt, und ausgenommen auf der Orla konnte man die Räume kaum oder gar nicht beheizen. Die Schiffe lagen an der Seeburg am Westufer der Förde, wo die Studenten das gemeinsame Mittagessen einnahmen, das in der Werksküche der Elac zubereitet wurde.

### Sowjetunion
Anfang 1946 wurde das Schiff der Sowjetunion als Kriegsbeute zugesprochen und musste daraufhin geräumt werden. Es wurde am 18. März 1946 in Kiel ausgeliefert und diente danach unter dem Namen Kachovski. Das Schiff wurde 1960 aus dem Schiffsregister gestrichen.